# Tryonia imitator
Tryonia imitator är en snäckart som först beskrevs av Henry Augustus Pilsbry 1899.  Tryonia imitator ingår i släktet Tryonia och familjen tusensnäckor. IUCN kategoriserar arten globalt som otillräckligt studerad. Inga underarter finns listade i Catalogue of Life.